# Aceñas de Olivares

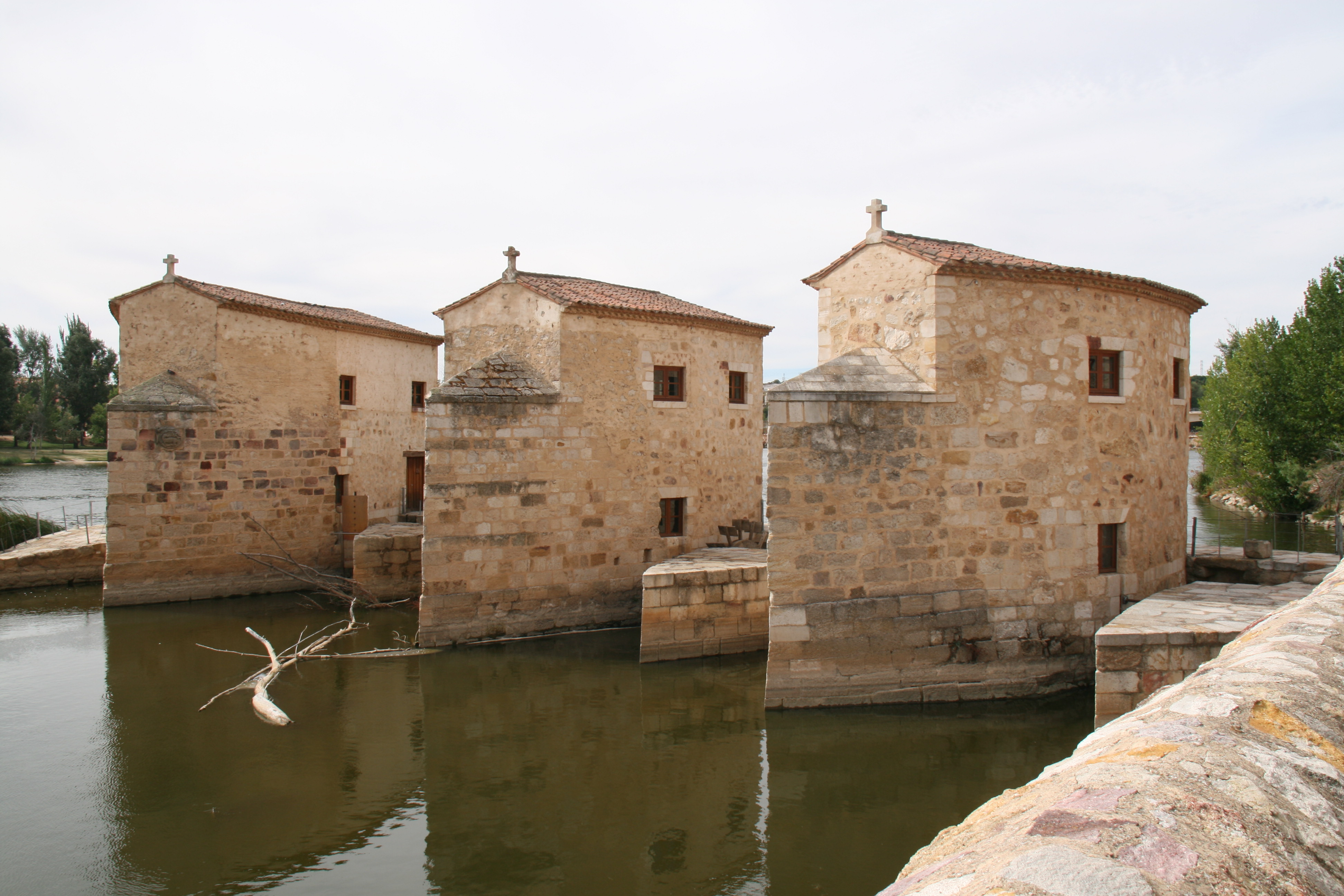
Las aceñas aguas arriba, mostrando sus tajamares.

Las aceñas de Olivares son un grupo de este tipo de molinos ubicado sobre el cauce del río Duero, en la ciudad española de Zamora. Constituyen uno de los cinco conjuntos de aceñas que todavía subsisten en la ciudad, si bien todos ya fuera de uso productivo desde comienzos del siglo XX, junto con las de Pinilla, Cabañales, Gijón y Los Pisones. Han sido rehabilitadas y consolidadas para instalar en ellas el Centro de Interpretación de las Industrias Tradicionales del Agua. El proyecto, con una inversión de 317.000 €, estuvo a cargo de los arquitectos Francisco Somoza y Pedro Lucas del Teso, que recibieron por él una mención especial en los premios "Hispania Nostra" en el año 2008.

## Historia
Durante la Edad Media era muy habitual la existencia de numerosas aceñas ubicadas en las riberas de los ríos zamoranos, aprovechando la fuerza motriz de las corrientes. Su edificación era un problema arquitectónico poco evidente con la tecnología constructiva de la época. En aquel tiempo su posesión suponía una relación de poder de una comunidad dada. La documentación antigua existente sobre la descripción de estos ingenios mecánicos asigna la denominación "aceña" a los mecanismos que funcionan en ríos con gran caudal, mientras que se reserva la denominación "molino" a aquellos ubicados en cauces de menor caudal. Es por esta razón que la denominación aceña es correcta al mencionar los de Zamora a orillas del Duero.
Las Aceñas de Olivares toman su nombre del lugar de su construcción, el antiguo Arrabal de Olivares. La primera referencia escrita que se tiene de ellas es del año 986, y alcanzaron su máximo apogeo en el siglo XIII. Las aceñas no eran propiedad de una sola persona. Su construcción, mantenimiento y su producción de harina de trigo eran responsabilidad de una comunidad. Por regla general se trataba de comunidades religiosas, que se encargaban de proporcionar las denominadas divisas o veces a los arrendatarios. En este caso concreto el propietario era el Cabildo Catedralicio, que poseía asimismo las de Pinilla (estas últimas también conocidas precisamente como Aceñas del Cabildo). Las propiedades de las aceñas son concedidas a las órdenes religiosas por el rey. Esta situación va cambiando a medida que evolucionan los siglos.